# E-Mania
«E-Mania» (с англ. — «Мания E») — четвёртый студийный альбом немецкой группы EverEve. Издан на лейбле Massacre Records 11 июня 2001 года (это первый опыт сотрудничества группы с данной издающей компанией).

## Об альбоме
E-Mania записан в студии Commusication Studios, Байндерсхайм. В записи альбома использованы отрывки из сериала Вавилон-5.
Стиль альбома характерен привнесённым электронным звучанием. Многие рецензии отмечают резкую перемену стиля. E-Mania презентован на 10-м фестивале Wave Gotik Treffen в Лейпциге.
В оформлении обложки затронута тематика БДСМ.
В странах СНГ альбом издавался компанией Art Music Group в 2002 году.
На альбоме доминирует число 51. Последняя песня называется «51.51.51». В альбоме 51 один трек (далее 13 дорожки на диске 8-секундные пустые треки). Имя вокалиста — MZ Eve 51. 
Композиция «Fade to Grey» — кавер-версия на одноимённую песню группы Visage. Песня «Ligeia» написана по вдохновению творчеством Эдгара По.

## Список композиций
1. «K.M. (Most Terrible God)» («K.M. (Самый ужасный бог)») — 3:20
2. «Pilgrimage» («Паломничество») — 4:33
3. «The Flesh Divine» («Божественная плоть») — 3:58
4. «SomeDAY» («Когда-нибудь») — 3:55
5. «This Is Not…» («Это не…») — 5:22
6. «Suzanne» («Сюзанна») — 3:21
7. «Demons» («Демоны») — 3:42
8. «Ligeia» («Лигейя») — 1:50
9. «See The Truth» («Смотри правду») — 4:26
10. «T.O Our D.Enial» («К нашему опровержению») — 4:06
11. «Fade to Grey» («Исчезновение в серое») — 3:47
12. «51.51.51»  — 1:29

## Участники записи
Группа
- MZ Eve 51 (Michael Zeissl) — вокал, клавишные
- SK Kiefer Durden (Stephan Kiefer) — гитара
- T.he H.avoc W.reaker (Thorsten Weißenberger) — гитара
- SMart Basstard (Stefan Müller) — бас
- MC Wifebeater (Marc Werner) — барабаны

Работа над альбомом:
- Мастеринг: M. Born на студии Klangstudio, Хайдельберг
- Продюсер, запись, микширование: Gerhard Magin
- Программирование, синтезатор: Jörg Hüttner
- Звукорежиссёр: Rolf Lung
- Промоушн: Iris Bernotat
- Обложка, дизайн: Aleksandar Zivanov
- Фото: H.P. Beck
- Женский вокал: Lisa

Номер диска в каталоге: MAS CD0270, EAN: 4028466102706.